# Epichalcoplethis chamaeleon
Epichalcoplethis chamaeleon är en skalbaggsart som beskrevs av Voet 1769. Epichalcoplethis chamaeleon ingår i släktet Epichalcoplethis och familjen Rutelidae. Inga underarter finns listade i Catalogue of Life.